# Zimska univerzijada 1962.
II. Zimska univerzijada održana je u švicarskom Villarsu od 6. do 12. ožujka 1962. godine. U šest sportova sudjelovalo je 322 natjecatelja iz 23 države. 